# Boldklubben Friheden
Boldklubben Friheden (eller BK Friheden, BF) er en dansk fodboldklub hjemmehørende i den københavnske forstad Hvidovre. Klubbens førstehold spiller i 2007-sæsonen i den syvendebedste række Serie 1 under Sjællands Boldspil-Union og afvikler alle deres hjemmebanekampe på fodboldbanerne ved Strandmarkens Fritidscenter. Foreningens samlede medlemstal er på godt 256 personer, hvoraf 213 er under 25 år og 43 over 25 år (pr. april 2007).

## Klubbens historie
Boldklubben Friheden stiftedes den 18. august 1963 som en beboerklub for beboere i bebyggelsen Friheden og fik til huse i kælderlokalerne ved Hvidovrevej 512. Klubben flyttede i 19?? til lokaler på 1. sal ud mod Hvidovrevej på Strandmarkskolen, før man i 19xx på ny flyttede til nye faciliteter på 2. sal på Strandmarkens Fritidscenter.
Klubbens nuværende klubhus, som var en tidligere bibliotekspavillon ved enden af grusbanen ved Strandmarkens Fritidscenter, flyttede man ind i den 4. december 2005 efter en omfattende renovation og ombygning udført af Peter (Dalgas) AG samt nyt inventar. Ved flytningen overtog Boldklubben Frihedens en række møbler, som naboerne i Fritidscentret havde stående. Da møblerne ikke passede ind i klubbens nye lokaler, valgte man at ansøge om at få dækket sine omkostninger ved indkøb af nye møbler. Allerede den følgende måned, den 5. januar 2006, fik man indbrud i det nye klubhus og man ansøgte endvidere om midler til videoovervågning.
BK Friheden afholder årligt et kræmmermarked på, tidligere Brøndby Havn, grusbanen ved Strandmarksskolen. Traditionen blev startet i 1982.

### Træneroversigt
- Januar 2007 – Juni 2008 : Torben Klausen
- Juni 2008 – Juli 2009 Jan Boelsmand og Lars Boelsmand

- Juli 2009 – Juli 2011 Tommy Kristiansen
- Juli 2011 - Juli 2017 Christian Madsen og Anders Furbo

- Juli 2017 - Henrik  Hansen

### Klubbens formænd
- 200?-: Morten Larsen

### Tidligere spillere
- Jesper Myhrmann
- Frank Markussen
- Ronnie Frederiksen
- Ken Ilsø
- Stig "Tordenstøvle" Jensen
- Jan "Kloge" Boelsmand
- Kim "farmer" Petersen
- Rasmus Louie Larsen

## Klubbens resultater

### DBU's Landspokalturnering
To gange har klubben formået at spille sig ind DBU's Landspokalturnerings hovedturnering, hvor resultaterne har været følgende:
- 2001/02:
  - 1. runde: Boldklubben Friheden mod Holbæk B&IF 1-0
  - 2. runde: Boldklubben Friheden mod VLI Fodbold 4-2
  - 3. runde: Boldklubben Friheden mod Boldklubben Skjold 2-4
- 1989/90:
  - 1. runde: Rønne IK mod Boldklubben Friheden 1-2
  - 2. runde: Boldklubben Frem mod Boldklubben Friheden 6-0

### Bedrifter i Danmarksturneringen
De sportslige resultater for klubbens førstehold i Danmarksturneringen igennem årene:
| N. | Række                            | Nr.       | Statistik       | Topscorer                   | Bem.               |
| 8 | SBU Serie 3, Pulje 3 2008 - 2009 | 4. plads  | 12-2-8 55-45    | Tobias Jensen, 16 mål       |                    |
| 8 | SBU Serie 2, Pulje 2 forår 2008  | 10. plads | 2-3-6 15-27     | Anders Furbo, 4 mål         | Nedrykning         |
| 7 | SBU Serie 1, Pulje 1 2007        | 9. plads  | 7-8-7 37-37     | Jacob Linnig, 7 mål         | Nedrykning         |
| 8 | SBU Serie 2, Pulje 2 2006        | 1. plads  | 20-13-4-3 51-18 | Anders Christiansen, 15 mål | Vinder / Oprykning |
| 8 | SBU Serie 2, Pulje 2 2005        | 4. plads  | 22-11-5-6 41-33 | i/t                         |                    |
| 7 | SBU Serie 1, Pulje 1 2004        | 9. plads  | 22-6-7-9 48-51  | i/t                         | Nedrykning         |
| 6 | Sjællandsserien 2003             | 12. plads | 26-6-5-15 31-57 | i/t                         | Nedrykning         |
| i/t: Ikke tilgængelig, N.: Rækkens niveau i den pågældende sæson, Nr.: Slutplacering, Bem.: Bemærkning(er) |                                  |           |                 |                             |                    |

### Klubbens hold i rækkerne
Tekst mangler, hjælp os med at skrive teksten

## Ekstern kilde/henvisning
- BK Frihedens officielle hjemmeside